# Soaring Sky! Pretty Cure
 (février 2023).
Si vous disposez d'ouvrages ou d'articles de référence ou si vous connaissez des sites web de qualité traitant du thème abordé ici, merci de compléter l'article en donnant les références utiles à sa vérifiabilité et en les liant à la section « Notes et références ».
Soaring Sky! Pretty Cure (ひろがるスカイ!プリキュア, Hirogaru Sukai! Purikyua) (stylisé Soaring Sky! PreCure) est une série télévisée animée japonaise de magical girl produite par Toei Animation, présentée comme la vingtième série de la franchise Pretty Cure. Elle a été diffusée entre le 5 février 2023 et le 28 janvier 2024 à la télévision japonaise.

## Synopsis
Sora Harewata-ru est une jeune fille de 14 ans. Elle habite à Skyland et, un jour, elle sauve la princesse Ellee d'un méchant appelé Kabaton. Sora et Ellee se sont transportés à la ville de Sorashido, là où vit Mashiro, une fille du même âge que Sora, qui l'invite ensuite à vivre chez elle. Ensembles, elles deviendront Pretty Cure et obtiendront de nouveaux pouvoirs, de nouveaux objets et, parfois de nouveaux alliés dans leurs aventures. 

## Personnages
| Transformation Cures              | Première transformation (épisode) | Véritable identité | Voix originale | Objet de transformation | Objet de transformation |
| --------------------------------- | --------------------------------- | ------------------ | -------------- | ----------------------- | ----------------------- |
| Cure Sky (キュアスカイ)           | 1                                 | Sora Harewata-ru   | Akira Sekine   | Mirage Pen/Sky Mirage   | Sky Tone Sky            |
| Cure Prism (キュアプリズム)       | 4                                 | Mashiro Nizigaoka  | Ai Kakuma      | Mirage Pen/Sky Mirage   | Sky Tone Prism          |
| Cure Wing (キュアウィング)        | 9                                 | Tsubasa Yūunagi    | Ayumu Murase   | Mirage Pen/Sky Mirage   | Sky Tone Wing           |
| Cure Butterfly (キュアバタフライ) | 18                                | Ageha Hijiri       | Ayaka Nanase   | Mirage Pen/Sky Mirage   | Sky Tone Butterfly      |
| Cure Majesty (キュアマジェスティ) | 31                                | Ellee              | Aoi Koga       | Mirage Pen/Sky Mirage   | Sky Tone Majesty        |

## Production
Le 30 novembre 2022, le bureau des brevets du Japon révèle le dépôt d'une licence et d'un logo pour le titre Hirogaru Sky! Precure, par Toei Animation.